# Hong Sa-ik
Hong Sa-ik (hangul 홍사익; hanja 洪思翊; 4 de marzo de 1889 - 26 de septiembre de 1946) fue un teniente general en el Ejército Imperial Japonés, y el mayor rango étnico coreano en Japón, será acusado de Crímenes de guerra del Imperio del Japón relacionado con la conducta del Imperio del Japón en la Segunda Guerra Mundial.

## Biografía
Graduado de la Academia del Ejército Imperial Japonés, Hong fue puesto al mando de los campamentos japoneses con Prisionero de guerra Aliados (principalmente de Nacionalidad estadounidense y Filipino) en Filipinas durante la última parte de la Segunda Guerra Mundial, donde muchos de los guardias de campo eran de etnia coreana.
Hong fue responsable de todas las atrocidades cometidas por los guardias de la prisión del Ejército Imperial Japonés contra los prisioneros de guerra aliados, y fue ahorcado en 1946.

## Carrera temprana
Hong, miembro del Namyang Hong clan, nació en 1889 en el seno de una familia yangban en Anseong, Provincia de Gyeonggi. En 1905, cuando se firmó el Tratado de Eulsa, ingresó en la academia militar del Imperio de Corea. Con la abolición de la academia en 1909, se trasladó a la Escuela Preparatoria Militar Central de Japón (学校 中央 幼年 学校 Rikugun Chūō Yōnen Gakkō) como estudiante financiado por el gobierno junto con el príncipe Lee Eun por orden del emperador destronado Gojong.
Poco después, avanzó a la Academia del Ejército Imperial Japonés. En ese momento, había varios estudiantes del Imperio de Corea inscritos en la academia militar, y con la conmoción de la anexión de Corea en Japón en 1910, algunos abandonaron la Academia para unirse a los movimientos por la independencia de Corea, pero la mayoría siguió a Ji Cheong-cheon, quien argumentó que deberían salir para luchar solo después de haber estudiado y desarrollado sus habilidades. Algunos, como Hong, intentaron mantenerse al margen de cualquiera de los movimientos, y en gran parte se separaron de sus compañeros de clase.
En 1914, Hong se graduó en la clase 26 de la Academia y fue comisionado como teniente en el Ejército Imperial Japonés, y en 1923 se graduó de la Escuela de Guerra del Ejército.

## Ascendiendo por las filas
Con la realización de la política sōshi-kaimei, Hong estaba bajo una fuerte presión para cambiar su nombre coreano a un nombre de estilo japonés, pero ignoró la presión y al final no cambió su nombre y mantuvo su apellido como Hong.
Hong continuó demostrando una habilidad excepcional y fue ascendiendo rápidamente a través de los rangos, llegando finalmente al rango de teniente general. Entre 1939-40, Hong sirvió en el Ejército Expedicionario de China Central y luchó en las primeras etapas de la Segunda Guerra de Sino-japonesa que comenzó en julio de 1937. De 1940 a 41, fue asignado a la 1.ª División de Depot y, en 1941, se convirtió en el comandante de la 108.ª Brigada de Infantería de la IJA como Mayor General.
En marzo de 1944, fue a Filipinas para comandar todos los Campo de prisioneros de guerra. Fue ascendido a teniente general en octubre del mismo año, y permaneció en Filipinas bajo el 14.º Ejército de Área hasta el cese de las hostilidades.

## Juicio y ejecución
Después de la guerra, Hong fue juzgado en Manila ante un tribunal militar por los Aliados debido a la conducta de sus guardias de prisión mientras era comandante. El tribunal de Manila condenó a Hong a muerte como criminal de guerra el 18 de abril de 1946.
Mientras estaba en prisión, se reportó que Hong se convirtió al cristianismo. [2] Fue ahorcado el 26 de septiembre de 1946. Antes de ser ejecutado, pidió al ministro presidente que leyera el Salmo 51, un pedido del rey David para que Dios limpie el pecado de su adulterio con Betsabé. [1]

## Etapas posteriores
Después de que Corea recuperara su independencia, la familia de Hong se convirtió en el blanco de la culpa y el ostracismo de varias facciones en Corea. Su hijo mayor, Hong Guk-seon, se graduó en la Universidad de Waseda de Japón y luego trabajó en el Banco de Corea, pero fue retirado de su cargo por orden de Syngman Rhee. Él y su madre, la viuda de Hong, emigraron a los Estados Unidos.